# 張忠柟
張忠柟，前香港珠海學院校長，臺灣學者，猶太及華人混血兒。

## 學歷
畢業於國立中興大學應用數學學士班，後於美國史丹福大學獲得碩士及博士學位。

## 教學及研究生涯
在美國史丹福大學畢業後，曾於該校及聖克拉拉大學（Santa Clara University）任教及任研究員。總共於美國留學和工作了30多年。
年輕時他因為幫朋友設計軟件而首次接觸密碼，其後慢慢成為了興趣，曾研發了3套持版權的軟件，成為密碼學的權威，在美國擁有7項電腦密碼的專利。
1995年－1997年，出任珠海書院理工學院院長。
2002年回港前，出任美國Global Digital Post Corporation的行政總裁，與數碼科技業界聯繫緊密。
2002年2月，他再接受珠海書院邀請出任副校長；同年11月接替前任校長劉興漢，出任珠海書院校長。
珠海書院在他任內，於2004年5月成功通過香港學術評審局的院校評審及七個學位課程評審，再於同年7月根據《香港專上學院條例》以「珠海學院」註冊，並於同年10月獲行政會議批准，獲准頒發本地認可的學位。2006年，文、理工、及商學院之十項學位課程也順利通過香港學術評審局評審。
及後2007年在任時，學院停止臺灣學位及台灣僑生先修部課程，完成以珠海學院代替珠海書院的歷史任務，並爭取復名為珠海大學及成為香港第二所私立大學。

## 備註
1. ↑  柟，讀音「南」

1. ↑  
.   [2018-09-30]. （原始内容存档于2019-12-02）.